# 永璉
愛新覚羅 永璉（あいしんかくら えいれん、雍正8年6月26日（1730年8月9日） - 乾隆3年10月12日(1738年11月23日)）は、清の乾隆帝の第二皇子。母は孝賢純皇后富察氏。

## 生涯
宝親王弘曆（後の乾隆帝）とその嫡福晋（正室）富察氏(後の孝賢純皇后)の息子として産まれ、「永璉」と名付けられた。「璉」は先祖を祀る祭具であり、将来皇位を継承することを意味していた。
乾隆元年7月2日（1736年8月8日）、乾隆帝は永璉の名前を書いた勅書を紫禁城の乾清宮の正面に掲げられた「正大光明」と書かれた額の裏に置いた（太子密建）。
乾隆3年（1738年）10月12日、永璉は寧寿宮で風邪をひき、直後に8歳で亡くなった。乾隆帝は嫡子の死に非常に悲しみ、永璉の葬儀を皇太子の格式で執り行った。